# Václav Antoš
Václav Antoš (1. prosince 1878 Chomutičky – 8. listopadu 1938 Praha) byl český sochař a malíř, žák J. V. Myslbeka.

## Život
Václav Antoš se narodil v obci Chomutičky.  v rodině Františka Antoše a jeho ženy Marie rodem Víchové, později absolvoval	C. a k. odbornou školu sochařsko-kamenickou v Hořicích (prof. Alois Porges) a v letech 1897–1899 studoval na Uměleckoprůmyslové škole v Praze. V letech 1899–1903 byl žákem Josefa Václava Myslbeka na Akademii výtvarných umění v Praze.
V době před první světovou válkou se účastnil výstav Krasoumné jednoty, po válce byl v letech 1919-1938 členem SVU Mánes. Roku 1939 mu SVU Mánes uspořádal posmrtnou výstavu.

## Dílo
Během studií v Myslbekově ateliéru se roku 1902 spolu s Jaroslavem Krepčíkem, Ludvíkem Herzlem, Ladislavem Kofránkem a Bohumilem Kafkou podílel na tvorbě modelu jezdeckého pomníku sv. Václava. Václav Antoš modeloval sochu koně Arda pro podhled. Po absolvování studia se zabýval dekorativní architektonickou plastikou a obesílal výstavy Krasoumné jednoty drobnějšími sochami a realistickými portréty. Zúčastnil se soutěže na pomník Jana Žižky z Trocnova a podle jeho návrhu vznikla kamenná mohyla se lvem v Konecchlumí na Jičínsku. V interiéru sboru Mistra Jakoubka ze Stříbra v Příbrami se od roku 1939 nachází dva téměř zapomenuté pásové reliéfy na téma Pláč exulantů po Bílé hoře s J. A. Komenským a Návrat legionářů do osvobozené vlasti s T. G. Masarykem.
Jeho dílo Mladý hoch zakoupila Moderní galerie. Po válce obtížně hledal sochařské zakázky a začal se věnovat krajinomalbě. Vytvořil sochařské prémie s portrétem Boženy Němcové a Mistra Jana Husa pro SVU Mánes.

### Známá díla
- Portrét pana Paduchy[9]
- Nezaměstnaný (1912)[10]
- Podobizna mladého hocha[11]
- Návrh na pomník Mistra Jana Husa (1902–1903)[12]
- Podobizna pána (kolem 1930)[13]
- Poprsí svatých slovanských žen na oltáři sv. Ludmily v katedrále sv. Víta v Praze, pískovec 1935 (společně s Karlem Pokorným)[14]

## Galerie

### Obrazy

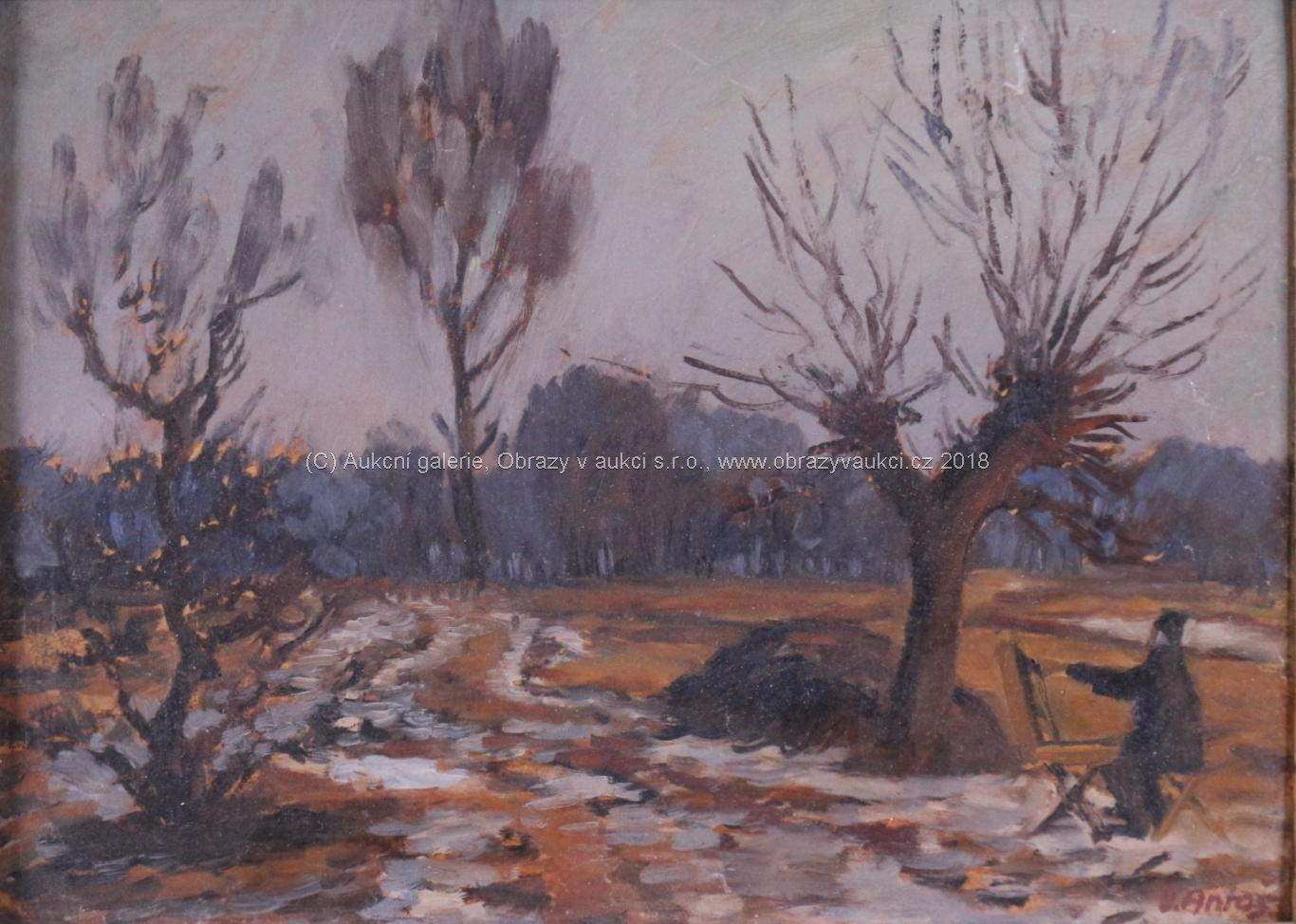
Malíř v krajině, (olej na kartonu)
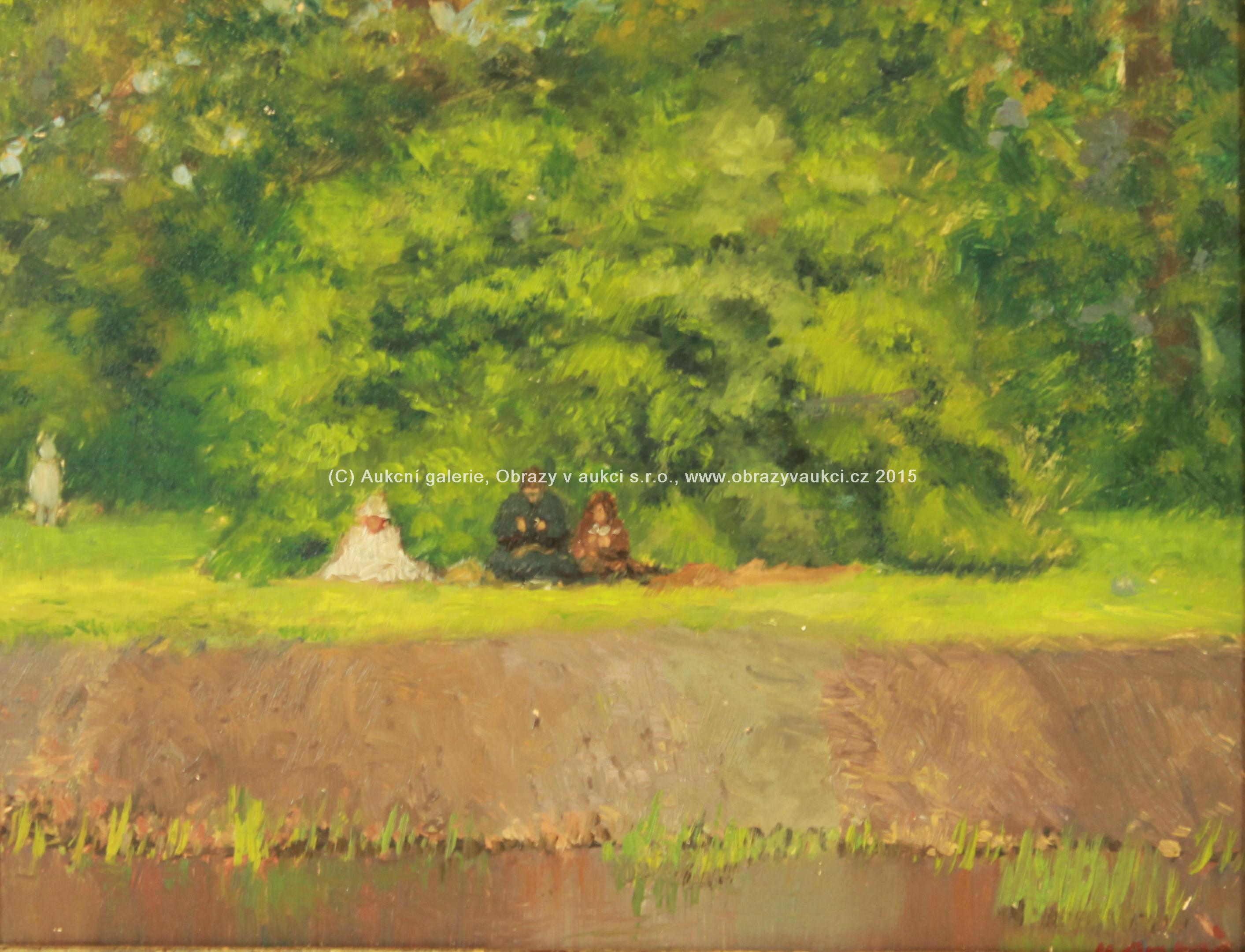
Odpočinek na břehu (olej na kartonu)
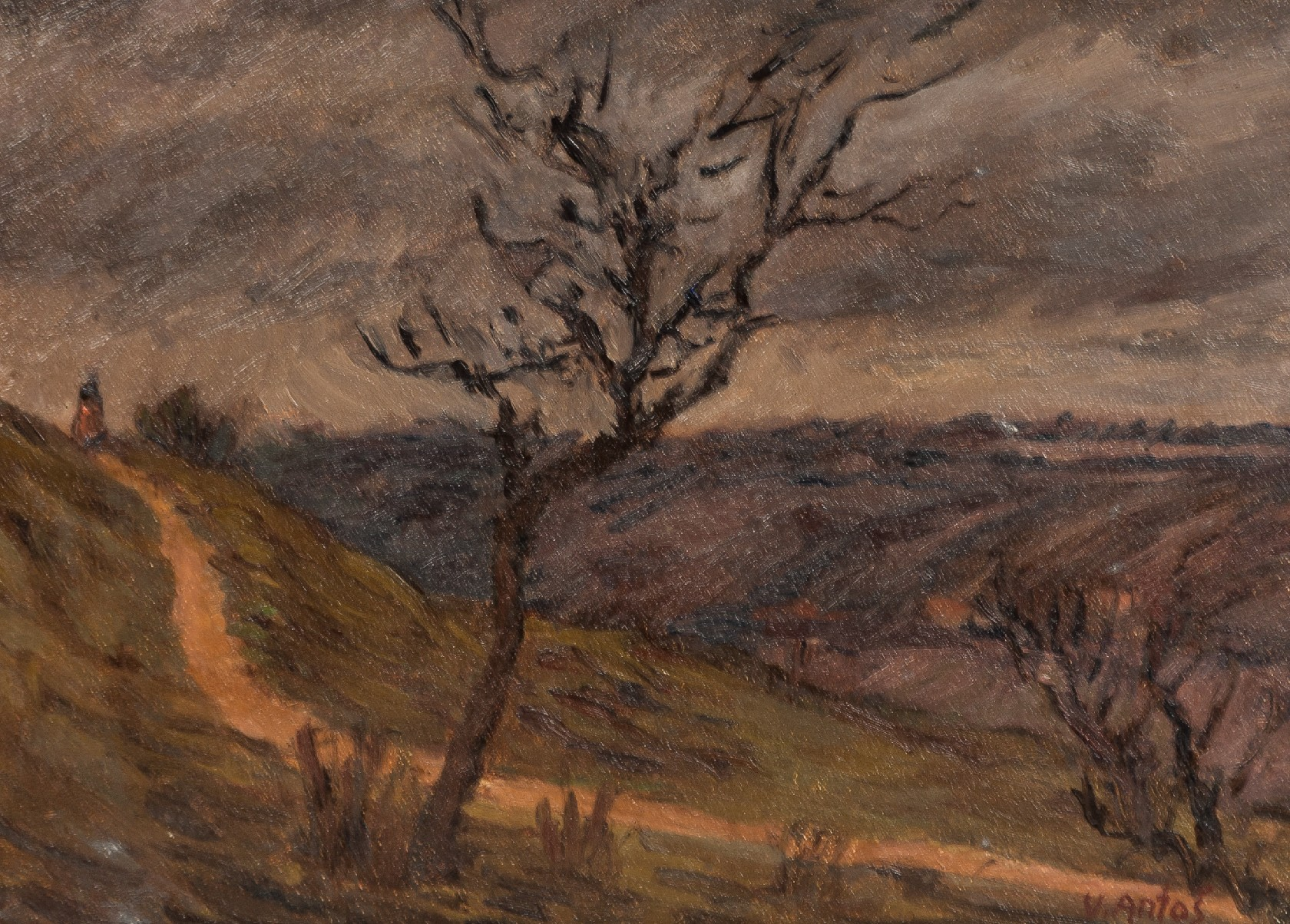
Krajina se stromem (olej na kartonu)
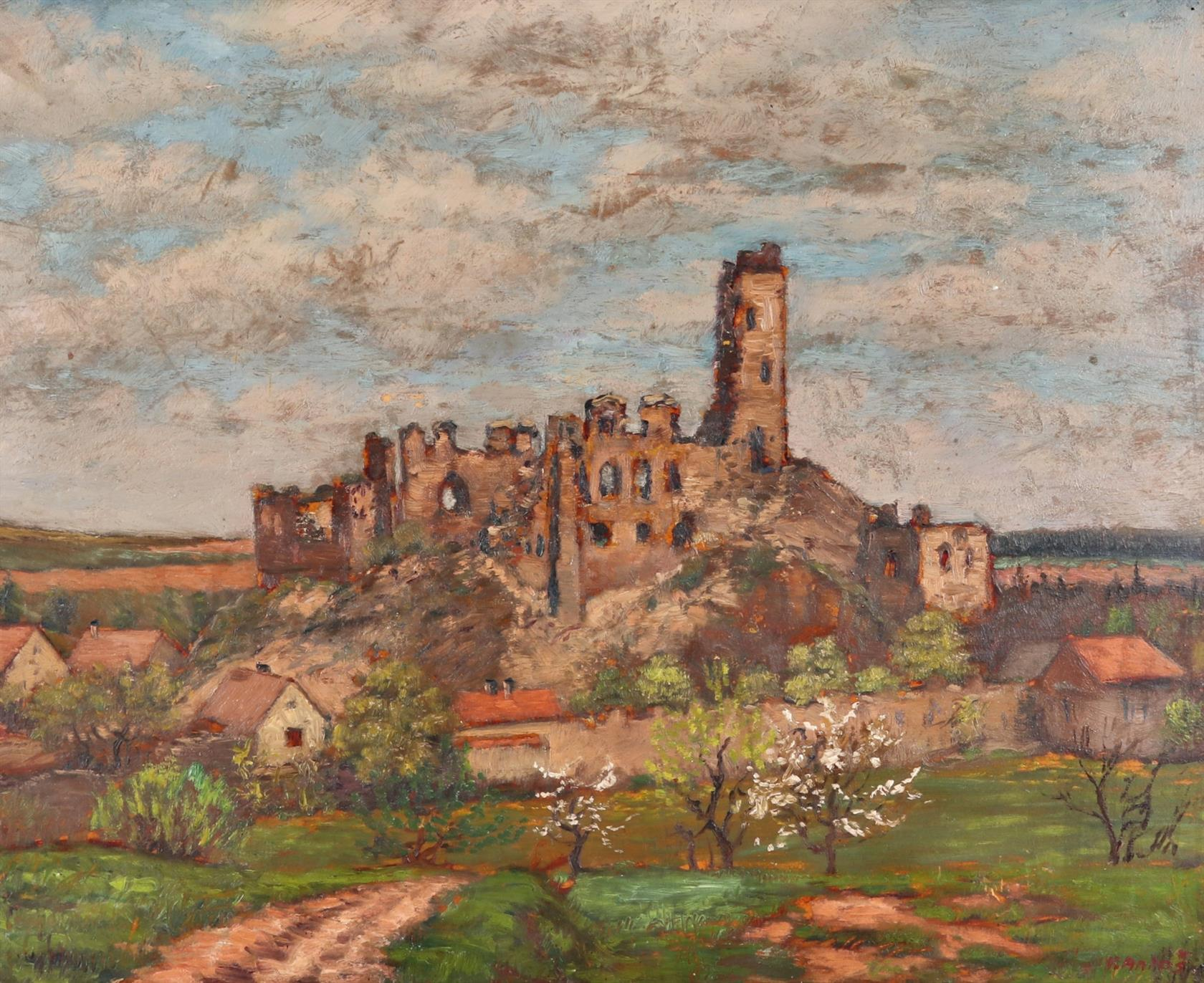
Zřícenina (olej na kartonu)
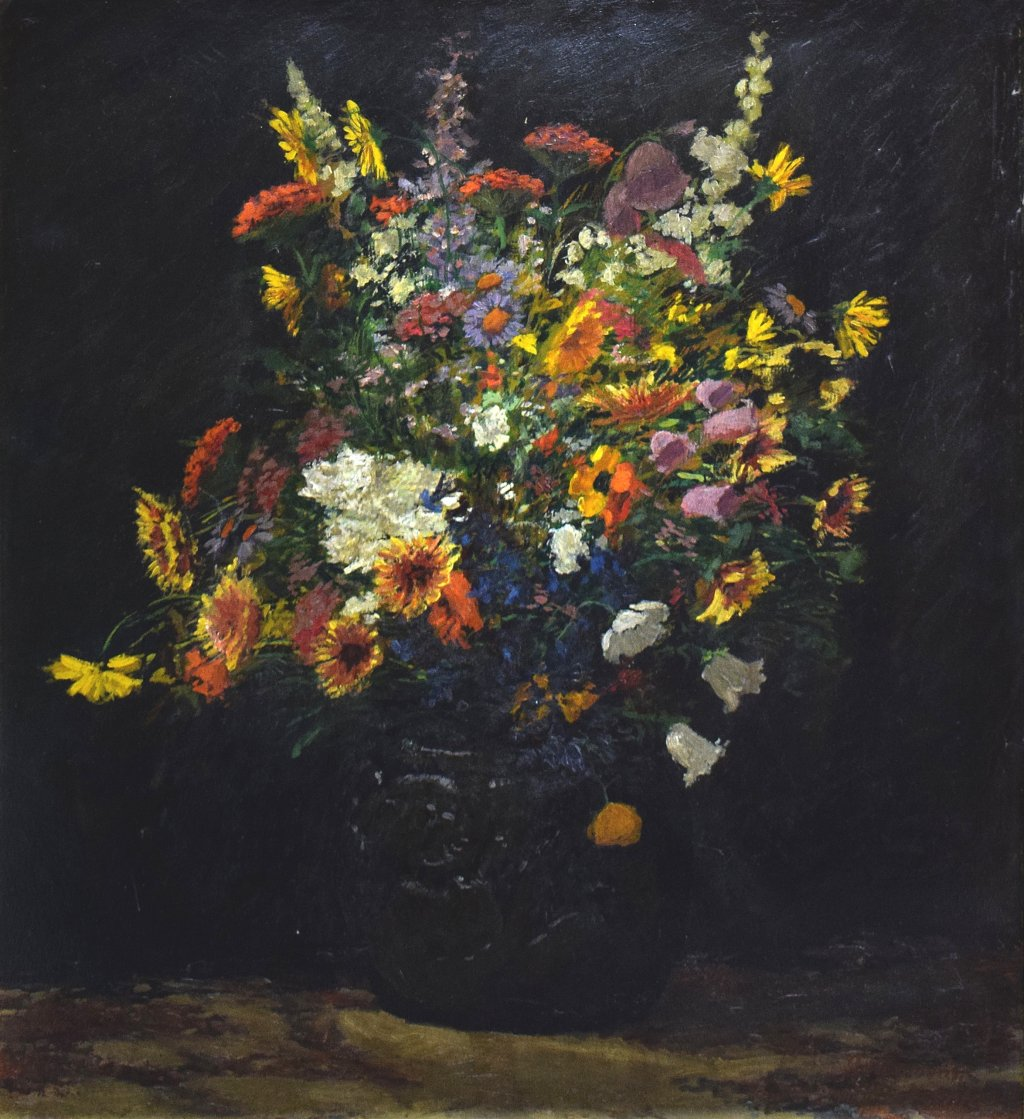
Kytice (olej na kartonu)
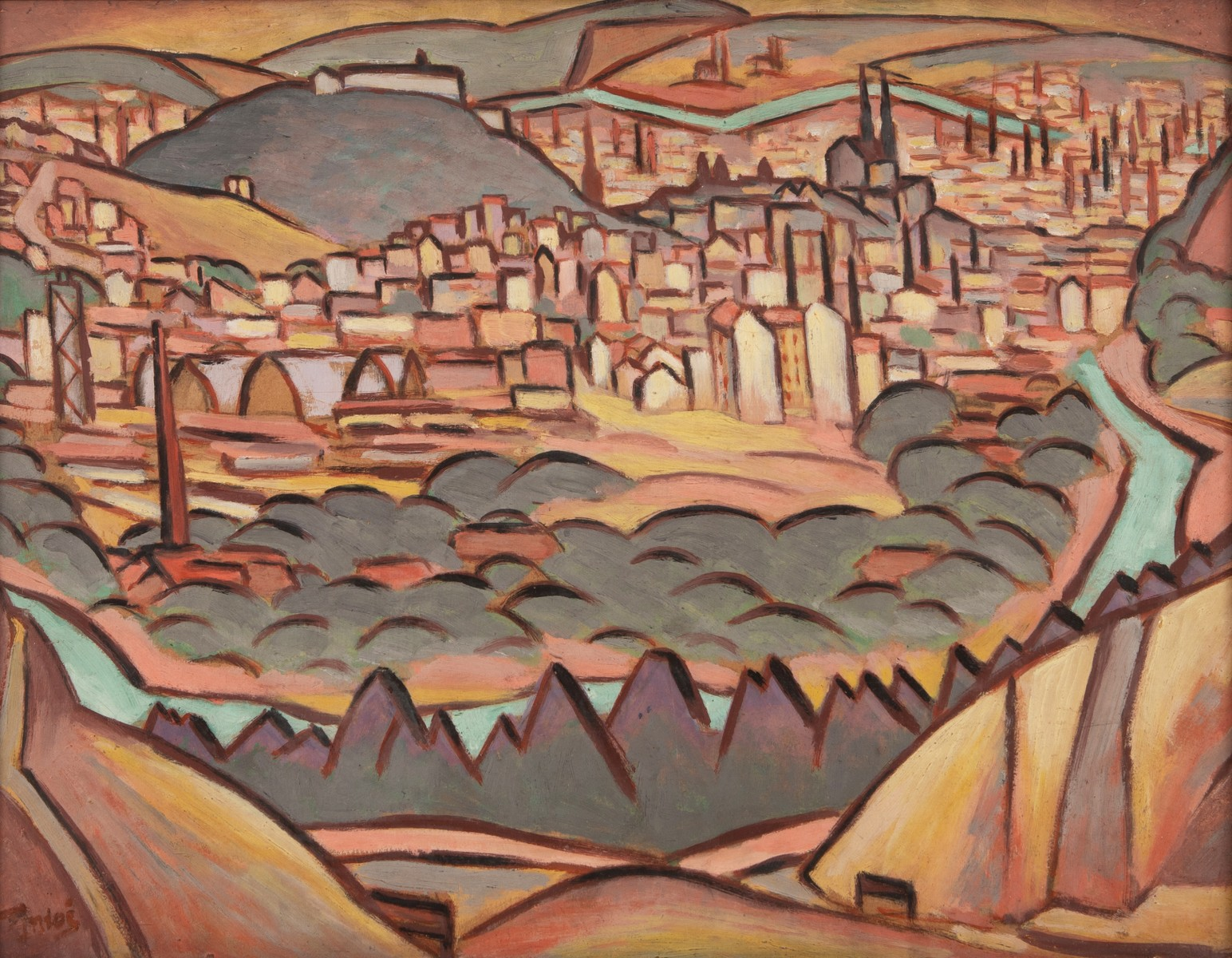
Pohled na Brno (olej na lepence)

### Sochy

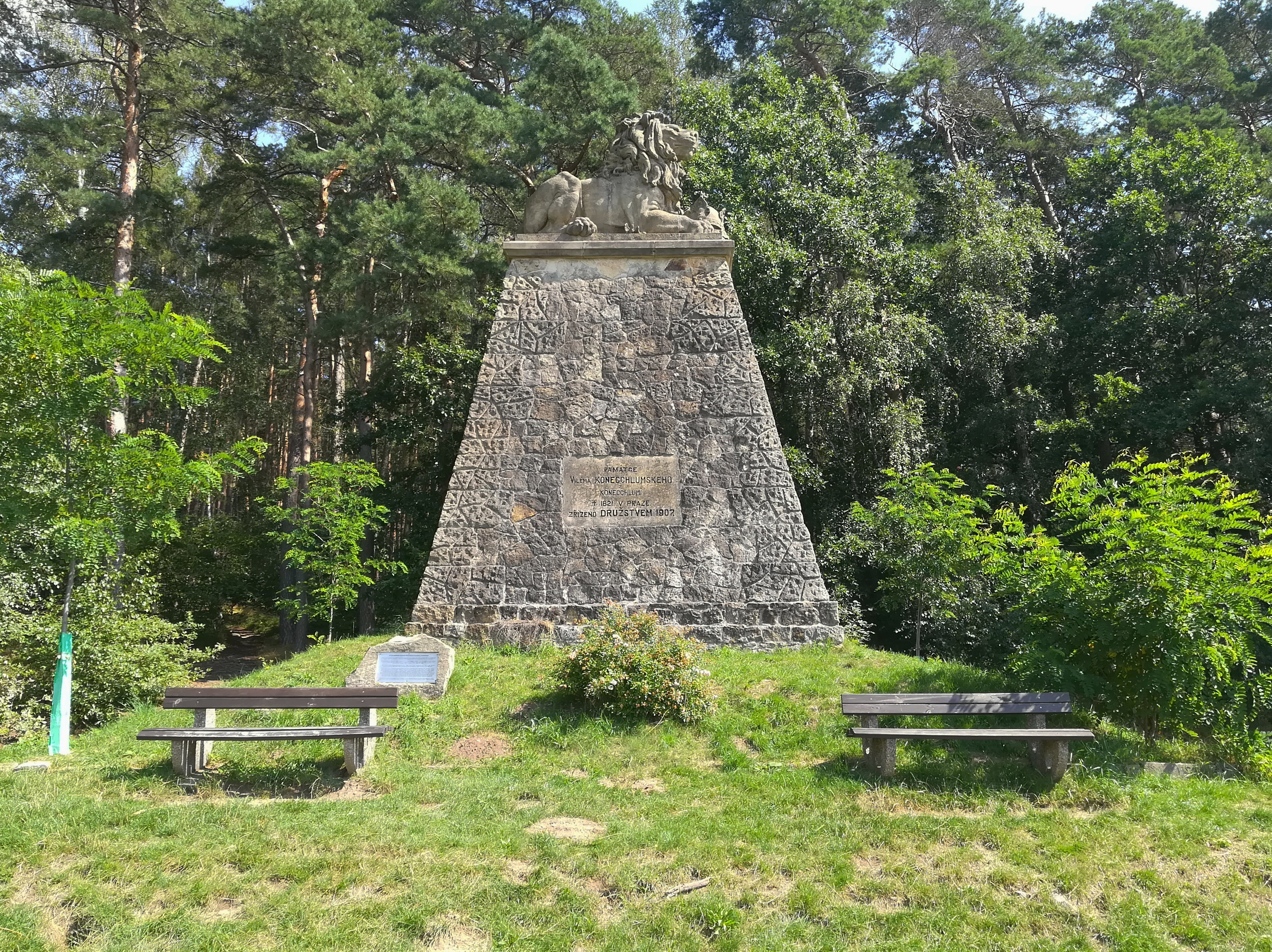
Konecchlumí – pomník Viléma Konecchlumského